# Le Ray (New York)
Le Ray ist eine US-amerikanische Kleinstadt (Town) im Jefferson County des Bundesstaats New York. Das U.S. Census Bureau hat bei der Volkszählung 2020 eine Einwohnerzahl von 25.574 ermittelt. Sie ist benannt nach Jacques-Donatien Le Ray.

## Geschichte
Die Region war Teil des Macomb's Purchase und wurde 1800 von Gouverneur Morris und James Le Ray erworben. Die Besiedlung begann um 1802.
Die Stadt wurde 1806 gegründet und umfasste einen großen Teil des nördlichen Jefferson County. Teile der Stadt wurden zur Gründung der Städte Wilna, Alexandria, Theresa, Antwerp und Philadelphia verwendet.
Viele der historischen Siedlungen der Stadt wurden aufgrund der Gründung von Fort Drum, das die östliche Hälfte der Stadt einnimmt, aufgegeben.

## Demografie
Nach der Volkszählung von 2010 leben in Le Ray 21.782 Menschen. Die Bevölkerung teilt sich 2017 auf in 69,1 % nicht-hispanische Weiße, 10,6 % Afroamerikaner, 0,7 % amerikanische Ureinwohner, 2,4 % Asiaten, 0,1 % Sonstige und 3,5 % mit zwei oder mehr Ethnizitäten. Hispanics oder Latinos machten 12,8 % der Bevölkerung aus. Das mittlere Haushaltseinkommen lag bei 46.205 US-Dollar und die Armutsquote bei 10,6 %.